# Jiyukou (köpinghuvudort i Kina, Hubei Sheng, lat 30,46, long 112,59)
Jiyukou (kinesiska: 积玉口镇) är en köpinghuvudort i Kina. Den ligger i provinsen Hubei, i den centrala delen av landet, omkring 160 kilometer väster om provinshuvudstaden Wuhan. Antalet invånare är 34 966. Befolkningen består av 17 373 kvinnor och 17 593 män. Barn under 15 år utgör 13,0 %, vuxna 15-64 år 77 %, och äldre över 65 år 9,0 %.
Runt Jiyukou är det tätbefolkat, med 530 invånare per kvadratkilometer. Närmaste större samhälle är Haokou, 9,5 km sydost om Jiyukou. Trakten runt Jiyukou består till största delen av jordbruksmark.
Genomsnittlig årsnederbörd är 1 358 millimeter. Den regnigaste månaden är april, med i genomsnitt 208 mm nederbörd, och den torraste är december, med 21 mm nederbörd.